# Кобылкино (Нижегородская область)
Кобы́лкино — деревня в Вачском районе Нижегородской области. Входит в состав Чулковского сельсовета.
В прошлом — деревня Больше-Загаринского прихода Загаринской волости Муромского уезда Владимирской губернии.
Находится на расстоянии около 2 км на северо-восток от села Большое Загарино.

## Из истории
- В 1840-х годах Кобылкино входило в состав владений жены генерал-лейтенанта Николая Ивановича Крузенштерна (сына известного мореплавателя И. Ф. Крузенштерна) Елизаветы Фёдоровны Крузенштерн[2].
- В «Историко-статистическом описании церквей и приходов Владимирской Епархии» за 1897 год сказано, что деревня Кобылкино относится к приходу села Большое Загарино[3].

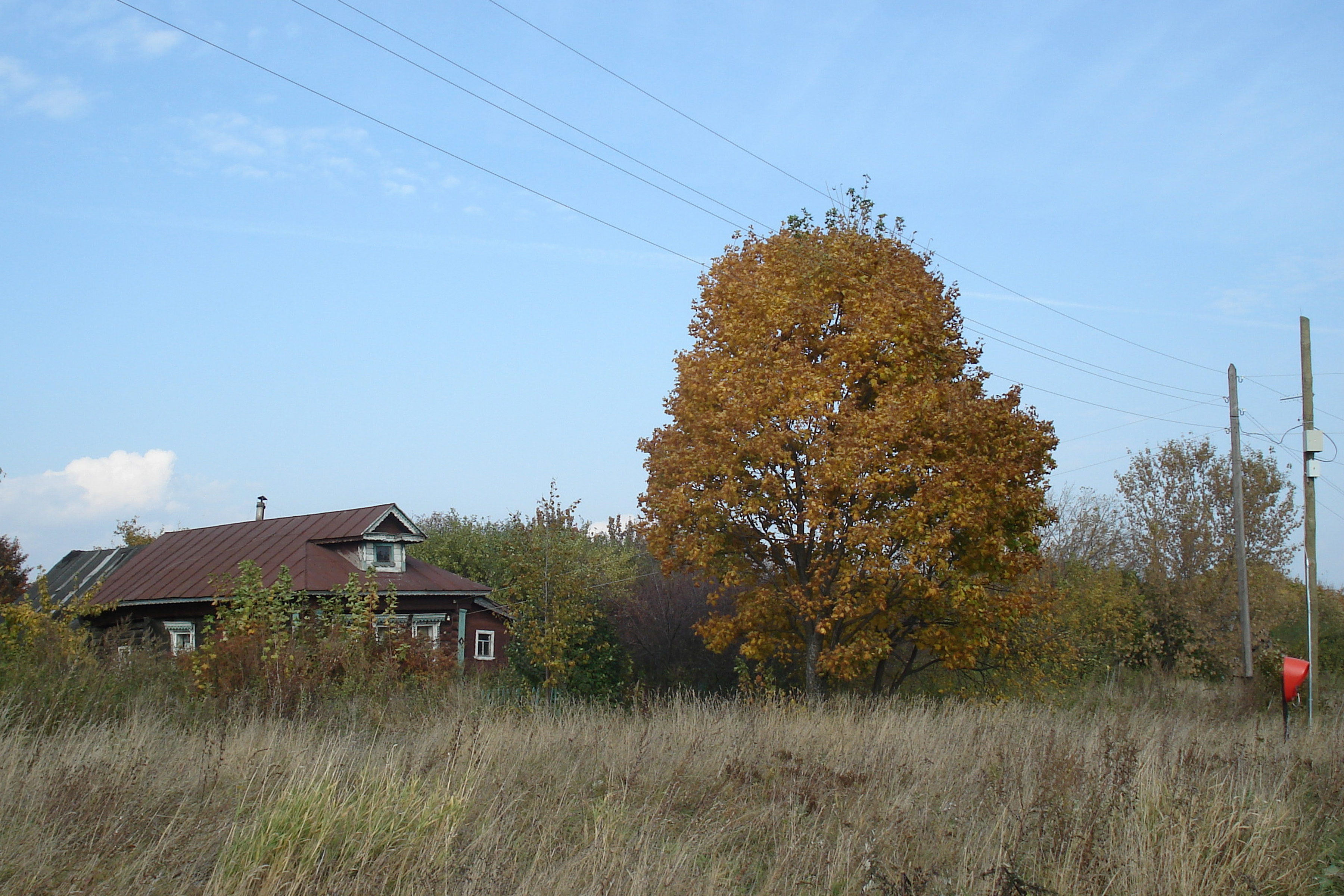
Кобылкино

## Население
| 1859 | 1905 | 1926 | 1999 | 2002 | 2010 |
| ---- | ---- | ---- | ---- | ---- | ---- |
| 141  | ↗159 | ↗181 | ↘14  | ↘11  | ↘4   |

## Кобылкино в наши дни
В настоящее время в Кобылкино нет никаких предприятий, учреждений, торговых точек. Иногда приезжает «автолавка» предпринимателя из Яковцево.
В деревне установлен «красный» таксофон.
По оценке газеты «Нижегородские новости» деревня Кобылкино «очень малочисленна».
Доехать до Кобылкино на автомобиле можно по автодороге Р125 Муром — Нижний Новгород, повернув у Федурино (рядом с поворотом на Вачу) в сторону Чулково, проехав по асфальтированной дороге около 10 км, повернуть направо на Большое Загарино и, проехав через него, преодолеть ещё около 2,5 км по полевой дороге, по которой на обычном легковом автомобиле можно проехать только в хорошую погоду. Вместо пути через Большое Загарино можно ехать через Кошкино, что дольше, но иногда проще с точки зрения проезда по полевым дорогам. Можно также воспользоваться автобусом № 100 Павлово — Вача — Чулково, от маршрута следования которого до Кобылкино 3-4 км пешком по полю.